# Stadion Miejski w Vučitrnie
Stadion Miejski (alb. Stadiumi i Qytetit, serb. Градски стадион, Gradski stadion) – wielofunkcyjny stadion sportowy w Vučitrn w Kosowie. Wykorzystywany jest głównie do meczów piłki nożnej. Swoje mecze rozgrywa drużyna KF Vushtrria. Obiekt może pomieścić 5000 widzów.